# Тибо, Жорж Пьер
Жорж Пьер Жозеф Тибо (нидерл. Georges Pierre Joseph Thibaut; 25 ноября 1920 — 10 ноября 2018, Динан, Валлония) — бельгийский шахматист.

## Биография
Жорж Пьер Тибо был одним из ведущих шахматистов Бельгии с конца 1940-х по начало 1960-х годов. Он участвовал во всех чемпионатах Бельгии по шахматам с 1948 по 1961 год включительно. Жорж Пьер Тибо завоевал на этом турнире три бронзовые медали подряд: в 1951 году, в 1952 году, и в 1953 году.
Представлял сборную Бельгии на четырех шахматных олимпиадах (1950, 1954, 1956, 1960).
В 1961 году после дорожно-транспортного происшествия он прекратил участие в шахматных турнирах.